# Roodwangmuisvogel
De roodwangmuisvogel (Urocolius indicus) is een vogel uit de familie Coliidae (muisvogels).

## Verspreiding en leefgebied
Deze soort komt voor in zuidelijk Afrika en telt 5 ondersoorten:
- Urocolius indicus mossambicus: van oostelijk Angola tot zuidwestelijk Tanzania en Malawi.
- Urocolius indicus lacteifrons: westelijk Angola en noordelijk Namibië.
- Urocolius indicus pallidus: zuidoostelijk Tanzania en noordoostelijk Mozambique.
- Urocolius indicus transvaalensis: van zuidwestelijk Zambia tot centraal en zuidelijk Mozambique en Zuid-Afrika (uitgezonderd het zuiden).
- Urocolius indicus indicus: zuidelijk Zuid-Afrika.